# Kurt Vandendriessche
Kurt Vandendriessche (Roeselare, 24 februari 1975) is een Vlaams acteur, theatermaker en performer. Hij is actief in theater, film en televisie.

## Televisie
Hij maakte zijn televisiedebuut tijdens zijn opleiding aan het Koninklijk Conservatorium van Brussel en speelde twee seizoenen de rol van Fréderique Bastiaens in de VRT-serie Thuis.

Enkele jaren later engageerde hij zich opnieuw voor een vaste rol als Tom Gijsbrecht in de VTM-serie Spoed.
De afgelopen decennia vertolkte hij ook meerdere malen gastrollen in series, o.a. in F.C. De Kampioenen, Heterdaad, Recht op Recht, Flikken, Witse, Rupel, Zone Stad, Rang 1, Vermist, Aspe en Familie.

## Film
In 2007 speelde hij de rol van Raymond in Firmin, een film geregisseerd door Dominique Deruddere en gebaseerd op het typetje van Chris Van den Durpel. In 2012 nam hij een van de hoofdrollen voor zijn rekening in Welcome Home, een low budget-film geregisseerd door Tom Heene. De film werd internationaal op positieve kritieken onthaald. Hij werd genomineerd voor de Luigi de Laurentiis Award op het Filmfestival van Venetië als Beste Debuut, alsmede voor een van de drie Zenith Awards op het World Film Festival van Montreal. Een jaar later dong hij mee voor les Margrittes du Cinéma, de filmprijzen van de Franstalige Gemeenschap, in de categorie Beste Vlaamse Film.
Van tijd tot tijd speelt hij ook in kortfilms - zoals Saint-James Infirmary (2010), geregisseerd door Leni Huyghe, die hiervoor de prijs ontving voor Beste debuut op het Internationaal Kortfilm Festival van Leuven, en Nkosi Coiffure (2015), van cineaste en actrice Frederike Migom, geselecteerd in de kortfilmcompetitie op het World Film Festival van Montreal. Samen met zijn broer, filmmaker Benny Vandendriessche, draaide hij voor het Museum aan de Yzer de kortfilm Front (2014), een loopgravendrama en eerbetoon aan de soldaten in shellshock tijdens de Eerste Wereldoorlog.

## Theater
Na zijn opleiding ging hij zich vooral toeleggen op theaterwerk. Hij debuteerde in Bloedbruiloft van Theater de Schaduw, een samenwerking met Piet Arfeuille, huidig artistiek leider van Theater Malpertuis, speelde bij Villanella in de Vlaams-Nederlandse productie Wolven, gecreëerd op locatie in Antwerpen voor het Tweetaktfestival, en stond aan de zijde van Nand Buyl in The Beauty Queen of Leenane bij het Toneelhuis (1999).
Daarna ging hij voor twee jaar bij Figurentheater De Maan aan de slag als acteur en voorzag zichzelf daarmee in een opleiding als poppenspeler.
Vervolgens speelde hij mee in Jan Decorte’s Cirque Danton (2002) en leerde er Charlotte Vanden Eynde kennen. Samen met haar creëerde hij het duet Map Me (2003) dat de Creatieprijs Dans ontving van het SACD. De voorstelling toerde vijf opeenvolgende jaren succesvol door Europa en sloot af met een mini-tournee in de Verenigde Staten met passages in Philadelphia, Portland en New York.
Intussen schoolde hij zich bij tot theatervormgever aan de École de Promotion Sociale Saint-Luc en het POPOK in Antwerpen. In 2004 ontwierp hij voor Charlotte Vanden Eynde het lichtplan en de scenografie voor Beginnings/Endings, een coproductie met het Springdance Festival in Utrecht en het Kunstenfestivaldesarts in Brussel
Met theaterauteur en -regisseur Luc Frans en enkele collega’s vormde hij van 2003 tot 2007 het theatercollectief Scharlaken Dak. Hun tweede productie Mercurochroom (2004) oogstte lovende kritiek en een bescheiden succes en werd in de krant De Morgen geprezen als een van de toonaangevende jeugdtheaterproducties van 2005. 

In 2007 werd het gezelschap omwille van een tekort aan werkingsmiddelen ontbonden.
In 2004 werkte hij voor een eerste maal samen met Jan Fabre aan diens productie Parrots & Guinea Pigs. Enkele jaren later deed hij dat opnieuw voor een permanente vervanging in Orgie van de Tolerantie (2010), voor de rol van Prometheus in Prometheus: Landscape II (2011) en als uitvoerder van Stefan Hertmans’ libretto in de ensemble-voorstelling Tragedy of a Friendship (2012), een productie van de Vlaamse Opera ter gelegenheid van het Richard Wagner-jaar.
Voor het Holland Festival verleende hij zijn samenwerking aan Emio Greco/PC voor de dansproductie Addio alla Fine (2011-2013).

## Eigen werk
In de loop der jaren werkte hij als onafhankelijk kunstenaar aan enkele eigen theaterproducties, performances en installaties. Samen met zijn vijfjarige dochter creëerde hij de voorstelling Pèrfides (2010), waarbij hij zich door haar liet regisseren. Voor Collapsus (2011), een project waarvoor hij een samenwerking aanging met Ragna Aurich, begeleidde hij twee jonge broers bij de creatie van een persoonlijke voorstelling over broederschap en rivaliteit.
Met Fabre-collega Kasper Vandenberghe vormde hij K&K (2012), een satirisch duo en bevraging van de kwetsbare positie van de podiumkunstenaar en zijn marktpotentieel door situationisme. Gedurende een jaar brachten zij occasioneel stand up-performances en lieten zich met raad, advies en ondersteuning bijstaan door mensen uit de reclamewereld voor een campagne in aanloop naar de finale productlancering van K&K - Bringin’  Home the Bacon (2013).
Voor Figurentheater De Maan schreef en regisseerde hij de voorstelling KooiVogelDroom (2011) - het verhaal van een kleine jongen in vertwijfeling die zijn angsten leert overwinnen en verantwoordelijkheid voor zichzelf en anderen leert opnemen. Voor deze voorstelling ontwikkelde hij een procedé van gecombineerde mediatechnieken - de manipulatie van schaalmodellen en papieren objecten gemaakt uit bewerkte fotoprints én de live captatie en montage hiervan in een "blue key"-studio tot een live animatiefilm.

## Filmografie
| Jaar | Titel                                | Rol              | Regisseur             |
| ---- | ------------------------------------ | ---------------- | --------------------- |
| 2015 | Nkosi Coiffure (kortfilm)            | Stefan           | Frederike Migom       |
| 2014 | Follow: Tall tales from a small city | Ron              | Jonas De Vos          |
| 2014 | Labyrinthus                          | Agent            | Douglas Boswell       |
| 2013 | Front (kortfilm)                     | Soldaat          | Benny Vandendriessche |
| 2012 | Welcome Home                         | "Benji" Benjamin | Tom Heene             |
| 2011 | Portable Life                        | Zigeunerman      | Fleur Boonman         |
| 2010 | Saint-James Infirmary (kortfilm)     | Lars             | Leni Huyghe           |
| 2007 | Firmin                               | Raymond          | Dominique Deruddere   |
| 2004 | TV-Dinner                            | Frank            | Ian Swerts            |

## Televisierollen
| Jaar      | Serie            | Titel               | Rol                  | Episode         |
| --------- | ---------------- | ------------------- | -------------------- | --------------- |
| 2014      | Vermist          | Jimmy               | Michel Dierckx       | S05 E10         |
| 2013      | Familie          |                     | Daniël Verbeele      | SE23 E07-40     |
| 2013      | Binnenstebuiten  | Bij nader inzien    | Tom Bertels          | SE01 E36        |
| 2012      | Aspe             | Verdwenen           | Bram                 | SE09 E08        |
| 2012      | Familie          |                     | garagist Rudy        | SE22 E85-89     |
| 2011      | Vermist          | Dina                | Jelle Waegemans      | SE03 E05        |
| 2011      | Rang 1           |                     | Ief                  | SE01 E01        |
| 2010      | Witse            | Achter de waarheid  | Viggo Lanssens       | SE07 E13-14     |
| 2010      | Zone Stad        | Ontsnapt            | Marc Vercruysse      | SE05 E07        |
| 2009      | Flikken          | Bonnie & Clyde      | Dean De Vos          | SE10 E05-05     |
| 2007      | Spoed            |                     | Tom Gijsbrecht       | SE10 E06-12     |
| 2005      | Rupel            | Met lege handen     | Wim Haak             | SE02 E01        |
| 2005      | Zone Stad        | Het huwelijk        | novice agent Gert    | SE02 E13        |
| 2005      | Witse            | Diabolo             | Bart Brock           | SE02 E09        |
| 2004      | Spoed            |                     | Tom Gijsbrecht       | SE07 E01-10     |
| 2003      | Flikken          | Sporen              | Daan De Witte        | SE05 E06        |
| 2003      | Chris & Co       | Toast Kannibaal     |                      |                 |
| 2002      | Spoed            | De nieuwe           | Steve Vermandel      | SE04 E34        |
| 2001      | Recht op recht   | Dochterlief         | Matt                 | SE03 E07        |
| 2001      | W817             |                     | DJ                   | SE03 E32        |
| 2000      | FC De Kampioenen | Jonger dan je denkt | Maxime               | SE11 E02        |
| 2000      | De Kotmadam      | Speldenkussen       | agent                | SE09 E04        |
| 1999-2000 | Thuis            |                     | Fréderique Bastiaens | SE05 E34-163    |
| 1998      | Heterdaad        |                     | Junkie               | SE03 E08        |
| 1997      | De Kotmadam      | Jef maakt het bont  | Joerie               | SE06 E06        |
| 1996-1997 | Thuis            |                     | Fréderique Bastiaens | SE01 E175-SE 03 |